# Душанци
 Тази статия е за селото в Западна България.  За язовира вижте Душанци (язовир).  
Душанци е село в Централна България. То се намира в Община Пирдоп, Софийска област.

## География
Село Душанци се намира в планински район, в котловина между Средна гора и Стара планина, по поречиета на река Тополница.
Язовир Душанци се намира източно от селото, на около 2 км. Подходящ за риболов, водни спортове и туризъм. Предпочитана база за подготовка на националните отбори по гребане.

## История
Според предание, най-старият род в селото са Лаловци, от който произхожда и Лалуш войвода. Повече информация може да намерите в сайта на селото.

## Култура и обществен живот
Празник – Петровден, отбелязва се с голям събор на площада в селото /преди години на язовира/ в събота (за удобство), около 29 юни.
Читалище „Светлина“ – Има самодеен хор, интернет клуб, клуб на пенсионера и др.
Църква „Св. св. Кирил и Методий“ – Църквата е действаща и реставрирана с помощта на Иван Искров.
Параклис „Свети Георги“ – Параклисът е бил едната от двете църкви на древното селище и публично е прието, че е построен преди 1420 година, но в музея в гр. Пирдоп съществуват сведения, които го датират преди падането на България под османска власт. През първото десетилетие на XXI век, с помощта на доброволни дарения и труд е възстановен напълно от руините. Стенописите са дело на художника Огнян Димитров и са направени през 2010 година. Параклисът е действащ. Осветен е официално на 23 май 2010 г.
Основно училище „Св. св. Кирил и Методий“ – закрито през 2006 г.

## Личности
- Ненчо Искров Налбантина (1842 – 1898) – национал-революционер, член на частния революционен комитет в Старо Ново село. Делегат на Първото велико народно събрание в м. Оборище 1876 г.
- Тодор Ненчов Душанцалията (1844 – 1876) – български революционер, участник в Априлското въстание (1876). Делегат на Първото велико народно събрание в м. Оборище 1876 г.
- Рашко П. Лалов (1896 – ?) – гъдулар и резбар, събирач на народно творчество.
- д-р Маньо Стоянов (1903 – 1986) – най-видния български библиограф и изследовател на старата българска и възрожденска книжнина, автор на много книги, студии статии, богослов.
- Георги Пирдопски – граничар, роден през 1928 г. в с. Душанци. Загинал в престрелка на 3 ноември 1951 г. по време на последния си наряд североизточно от с. Мезек, общ. Свиленград, обл. Хасково.
- Иван Искров (1967 –) – български финансист, управител на Българската народна банка, прочул се като заподозрян за фалита на Корпоративна търговска банка.
- Иван Станев (1932 –) – строител, бригадир, Герой на социалистическия труд. Член на ЦК на БКП, политик и член на Политбюро след 10 ноември 1989 г.
- Рашко Заеков (1838 – 1913) – свещеник и духовен будител на селото.

## Кухня
Малко известно в България е, че тук се отглежда много едър боб, когото местните наричат „бамбал“. Растението пълзи по дълга около 2 метра сплитка. Приготвя се, освен като познатите навсякъде манджи и за пълнеж на чушки, или само боб на фурна. Друга традиционна земеделска култура са картофите, или по местному „барабой“, а специалитетът от тях е „барабой на глави“ – необелени цели печени или варени. Докато са топлички, са много вкусни, особено заедно с друго местно изкушение – сланинка (съхранена от лани в каче, на пластове със сняг и морска сол). Също така това е едно от малкото места в България, където баницата със сирене се залива със захарен сироп.